# La Bible dévoilée
Pour les articles homonymes, voir Bible.
La Bible dévoilée (sous-titré Les nouvelles révélations de l'archéologie) est un ouvrage de synthèse de l'archéologue Israël Finkelstein et de l'historien et archéologue Neil Asher Silberman, d'abord paru en anglais en 2001 sous le titre The Bible Unearthed. Traduit en français dès 2002, il présente le résultat de recherches archéologiques permettant, selon les auteurs, d'éclairer les événements rapportés par la Bible.
Il a été complété en 2006 par un second ouvrage, Les Rois sacrés de la Bible, À la recherche de David et Salomon, qui rend compte de datations au carbone 14 réalisées postérieurement avec de nouvelles techniques. La Bible dévoilée, Les révélations de l'archéologie est un film de Thierry Ragobert adapté du livre.
Il s'agit d'un ouvrage scientifique sur des données archéologiques récemment « tirées de terre », d'où le terme unearthed dans le titre original, littéralement « La Bible exhumée ». La traduction française a préféré le mot « dévoilée ». Le livre offre la synthèse d'un nombre important d'articles scientifiques publiés dans des revues professionnelles à comité de lecture, tant par les auteurs eux-mêmes que par leurs collègues, abondamment cités. L'ouvrage discute en détail les travaux de 15 archéologues reconnus, et, tout aussi en détail, de 6 biblistes reconnus. Un film documentaire de quatre heures a été tiré du livre ; sa vocation pédagogique explique le choix fait par France 5 et Arte d'en donner plusieurs diffusions à des heures de grande audience, deux ans de suite, à l'occasion des fêtes de Noël.

## Résumé
Le livre présente essentiellement une synthèse des travaux scientifiques sur l'archéologie de la période biblique, au Proche-Orient, entre les années 1970 et les années 2000. Cette période a vu l'abandon de ce qu'on a appelé l'archéologie biblique (entre 1900-1970), au profit d'une démarche sans a priori appuyée par des méthodes de datation de plus en plus précises. Il en a résulté une remise en question de l'historicité d'une grande part des récits bibliques, notamment sur l'origine des anciens israélites, l'exode et la conquête du pays de Canaan, ainsi que sur les royaumes unifiés de David et Salomon.
Le livre analyse l'histoire de l'ancien Israël et la naissance de son écriture sacrée en présentant les découvertes archéologiques les plus récentes.
L'ouvrage est consacré aux livres dits « historiques » de la Bible hébraïque (Torah et premiers prophètes), jusqu'à la supposée destruction du Temple de Jérusalem. Il considère comme admise l'existence de sources distinctes composées à différentes époques et dans des lieux différents : source « J » dite « yahviste », source « E » dite « élohiste », source « D » dite « deutéronomique », source « P » dite « prêtres », source « R » dite « rédacteurs », la dernière « rédaction » étant postexilique.
Les auteurs reprochent aux premiers archéologues, à partir de 1900, tels William F. Albright, de n'avoir recherché en chaque découverte qu'une illustration du texte biblique, et d'avoir pris les récits historiques de la Bible à la lettre : on a appelé cette façon de faire l’archéologie biblique. Ce n'est qu'à partir de 1970 que les méthodes relevant des sciences sociales, se sont peu à peu imposées. Si aucun archéologue ne nie que nombre de légendes, de personnages et de fragments de récits de la Bible remontent fort loin dans le temps, il reste que la rédaction de la Bible s'est faite dans les circonstances politiques, sociales et spirituelles d'un État pleinement constitué, avec une alphabétisation répandue, à l'apogée du Royaume de Juda, à l'âge du fer récent, à l'époque du roi Josias.

## Réception du livre
(février 2014).
Améliorez-le ou discutez des points à vérifier. 
En France, la sortie du livre s'est accompagnée d'une controverse dont Arte s'est fait l'écho.
Des recensions et critiques de La Bible dévoilée venues de divers milieux laïques ou religieux sont disponibles en ligne. Voir par exemple :
1. Sur le site de « l'Histoire en primaire »
2. Archéologie et récit biblique : la Bible dévoilée ? par Damien Noël
3. Une relecture de la Bible à partir de l’archéologie par J.-M. Van Cangh
4. Sur le site écrits-vains, par Lise Willar
5. La Bible à l'épreuve de la science par Jean-Michel Maldamé, o. p.
6. La notion d'histoire dans la Bible

Dans certains cas, cette polémique prête au livre des thèses antireligieuses, antiisraéliennes, voire antijuives. Dans les liens ci-dessus, on peut lire, par exemple :
- « Les tentatives pour essayer de nous déstabiliser ne sont pas nouvelles ; du Hollandais au Viennois en passant par un ouvrage récent (qui est même vendu dans les librairies juives !) tout a été fait pour nous démontrer scientifiquement que la Bible est erronée. » Les auteurs du livre sont qualifiés de « détracto-révisionnistes ». (tiré de la source 4)
- « La publication du livre écrit par deux archéologues israéliens, Israël Finkelstein et Neil Asher Silberman, sous le titre prétentieux La Bible dévoilée et avec pour sous-titre plus exact « nouvelles révélations de l'archéologie », a été un événement médiatique. La raison est essentiellement politique : en effet, leur analyse montre que la prétention de l'État d'Israël à occuper l'espace du « Grand Israël » est sans fondement historique. » (tiré de la source 5)
- « Le livre se lit comme un roman. » « Nos commentateurs oublient de tenir compte d’Osée 12, 14 : « Mais par un prophète, Yahvé fit monter Israël d’Égypte, et par un prophète, il fut gardé ». Nous avons ici une allusion claire à Moïse et à l’exode qui date des environs de 750 av. J.-C. (tiré de la source 3).

Toujours dans les liens ci-dessus, la valeur des données archéologiques est plusieurs fois mise en cause :
- « Est-il prudent, par exemple, de mettre directement en balance l'ensemble de la tradition patriarcale (Gn 12-50), construction puissamment et laborieusement élaborée au fil des siècles, avec les données archéologiques extraites des sites palestiniens ? À l'évidence, les indices qui mettent sur la trace du montage ne sont pas d'abord archéologiques, mais littéraires. On pourrait en dire autant de l'Exode, de la Conquête et, pour une large part, de la période des Juges. » (tiré de la source 2)
- « Démonstration incomplète parce qu'il néglige l'examen critique du texte, démonstration construite sur un argument douteux, celui de la seule preuve archéologique, l'ouvrage n'en place pas moins le lecteur devant un panorama historique de l'ancien Israël qui diffère sensiblement de celui auquel nous avons été accoutumés. » (Tiré de la source 2)

Lorsque les médias abordent le contenu archéologique du livre, la controverse ne porte pas sur les données archéologiques, mais sur ce que les médias appellent des « théories », qui sont, plus exactement, des constructions spéculatives. À propos des théories dites « chronologie haute » ou « chronologie basse », le fait est que, indépendamment de toutes les théories, chaque date existe : il s'agit simplement de la déterminer et le problème est purement technique. Les désaccords véritables, entre scientifiques, portent sur certaines datations et, du fait des tout récents progrès technologiques sur les datations au carbone 14 (spectrographie de masse, calibration et traitement statistique des données), ces désaccords sont en rapide diminution (voir ci-dessous).
Sur le strict plan archéologique (d'après son auteur), une critique détaillée a été faite de La Bible dévoilée par William G. Dever, dans Who were the Early Israelites and where did they come from?, paru en anglais en 2003, puis traduit sous le titre Aux origines d'Israël. Quand la Bible dit vrai, aux éditions Bayard en 2005. William G. Dever s'oppose à Finkelstein sur l'âge exact de la différenciation entre les populations cananéennes et les populations proto-israéliennes. Selon lui, la différence entre ces populations est d'ordre purement sociologique, les Cananéens étant les habitants des cités, administrés par les Égyptiens, tandis que les proto-israélites sont d'extraction paysanne. C'est la bonne organisation familiale des seconds, interprétée d'après les plans des habitations et vraisemblablement liée à l'alphabétisation et au respect d'interdits alimentaires (absence de porc dans les ossements animaux), et la décadence des premiers qui aurait permis l'éclosion des premiers royaumes d'Israël. Pour Dever, l'Exode est une transition culturelle et non une migration. Le livre contient une bibliographie très complète, en anglais, des travaux archéologiques sur les époques couvertes par la Bible. Cependant, en 2007, Dever a fini par se rapprocher des positions de Finkelstein. « I wrote to frustrate Biblical minimalists, then I became one of them » « J'ai écrit pour mettre en échec les minimalistes, puis je suis devenu un d'entre eux ».
La comparaison de l'ouvrage de William G. Dever avec La Bible dévoilée montre que les divergences se situent principalement au niveau de l'interprétation, et très peu sur les données archéologiques. William G. Dever est signataire de la contribution no 25 dans Radiocarbon Dating and the Iron Age of the Southern Levant: The Bible and Archæology Today (27 contributions, 448 pages). Dans ce compte rendu de symposium, l'archéologue Amihai Mazar fait le point sur son débat scientifique avec Israël Finkelstein. Dans la communication no 2, The Debate over the chronology of the Iron Age on the southern levant[PDF], Amihai Mazar écrit :
- « L'un des problèmes de cette chronologie, c'est la difficulté qu'il y a à séparer le Xe siècle du IXe siècle…/… Pourtant, même si l'on accepte la datation au Xe siècle des strates telles que Megiddo VA-IVB, Hazor X, etc., et de constructions telles que la grande structure en escalier à Jérusalem, le tableau qui émergerait de l'archéologie ne conduirait pas nécessairement à une Monarchie Unifiée d'une très grande taille ou d'une très grande ampleur…/… Il faut évaluer le royaume de David et Salomon comme un début modeste mais cependant dynamique de la période monarchique des Israélites…/… L'archéologie n'a qu'une capacité très limitée à évaluer l'historicité du récit biblique quant au demi-siècle, environ, de David et Salomon. Elle ne nous donne qu'un cadre général dans lequel nous pouvons placer quelques-unes des données relatives à cette période. Notre tâche primordiale, avant de pousser toute interprétation plus avant, est de dater correctement les données relatives à cette période, et tel est le but du présent Symposium[15]. »

## La Bible dévoilée: le film
Thierry Ragobert a réalisé un film documentaire en 4 parties de 52 minutes chacune, adapté du livre, également intitulé La Bible dévoilée et sous-titré « les révélations de l'archéologie ». Ragobert a coécrit ce documentaire avec Isy Morgensztern, qui en est également le producteur, avec la collaboration de Jacques Briend (professeur honoraire de l'Institut catholique de Paris) et de Thomas Römer (professeur d'Ancien Testament à l'université de Lausanne). Israël Finkelstein et Neil Asher Silberman y participent et plusieurs archéologues, ainsi que deux biblistes, tous spécialistes renommés, interviennent également dans le film. La Bible dévoilée a été diffusée sur France 5 en décembre 2005, à des heures de grande audience, puis édité en coffret de deux DVD en février 2006 aux Éditions Montparnasse, avant d'être rediffusé sur Arte.